# Peyrusse-Massas
Peyrusse-Massas település Franciaországban, Gers megyében. Lakosainak száma 114 fő (2022. január 1.). Peyrusse-Massas Castillon-Massas, Lavardens, Mérens, Roquefort és Roquelaure községekkel határos.

## Népesség
A település népességének változása:
| Lakosok száma | 110  | 85   | 81   | 101  | 100  | 99   | 104  | 106  | 109  | 114  |
|               | 1968 | 1982 | 1990 | 2006 | 2013 | 2015 | 2017 | 2019 | 2020 | 2022 |